# Bombylisoma replendens
Bombylisoma replendens är en tvåvingeart som först beskrevs av Enrico Adelelmo Brunetti 1909.  Bombylisoma replendens ingår i släktet Bombylisoma och familjen svävflugor. Inga underarter finns listade i Catalogue of Life.